# Чавчавадзе, Давид Александрович
Князь Давид Александрович Чавчавадзе (15 августа 1817 — 15 ноября 1884) — генерал-лейтенант русской императорской армии из грузинского рода Чавчавадзе, участник Кавказской войны.

## Биография
Сын князя Александра Гарсевановича Чавчавадзе, родился 15 августа 1817 г.; воспитывался в школе гвардейских подпрапорщиков. Свою служебную карьеру князь Д. А. Чавчавадзе начал 27 октября 1834 г., поступив унтер-офицером в Лейб-гвардии Уланский полк, а 21 мая 1839 г. был произведён в корнеты с переводом в Псковский кирасирский полк.
В следующем году Чавчавадзе был командирован в Отдельный Кавказский корпус и назначен в отряд генерал-майора Н. Н. Раевского, действовавший на восточном берегу Чёрного моря против кавказских горцев. По возвращении из этой экспедиции Чавчавадзе был переведён в Нижегородский драгунский полк и в 1841 г. принимал участие в экспедиции против ауховцев.
Начиная с 1843 г. участвовал в походах против горцев Шамиля, отличился при защите села Шилда в Кахетии.
Произведённый в 1844 г. в штабс-капитаны, он был назначен командующим кахетинской конной милицией, с которой и принимал участие в экспедиции генерал-адъютанта Нейдгардта против главных сил Шамиля. В 1847 г., в чине капитана, князь Д. А. Чавчавадзе был назначен адъютантом к командиру Отдельного Кавказского корпуса князю Воронцову, а в июне 1851 г. был переведен в лейб-гвардии Конно-гренадерский полк.
С открытием военных действий в Турции в 1853—1856 гг. Чавчавадзе был зачислен в кавалерию с переименованием в подполковники. За отражение Шамиля, ворвавшегося вместе с главными скопищами горцев в Кахетию, он был 25 июля 1853 г. произведён в полковники и назначен флигель-адъютантом, а также получил орден св. Анны 2-й степени с императорской короной.
В 1854 году Шамиль предпринял очередной поход, на этот раз на грузинскую Кахетию. Высланный им передовой отряд, оказавшись в родовом поместье князя Давида Чавчавадзе — Цинандали, которое располагалось в 60 верстах от Тифлиса, захватил в плен отдыхавших там жену князя 28-летнюю Анну Ильиничну с шестью маленькими детьми, её сестру 26-летнюю княгиню Варвару Орбелиани с полугодовалым сыном и племянницу Варвары, 18-летнюю княжну Нину Баратову и воспитательницу детей француженку мадам Дрансе. Новорожденная дочь князя Давида Лидия погибла по пути в Дагестан. Получив известие о захвате Цинандали, князь Чавчавадзе поспешил на выручку, но, подойдя к берегу Алазани, увидел, что имение его объято пламенем. Шамиль, поняв, что за пленницы перед ним, решил, что, взяв в заложники столь высокородных женщин, он сможет добиться возвращения из России своего старшего сына Джамалуддина, выданного им в 1839 году в 9-летнем возрасте в качестве аманата (заложника) русскому правительству в залог его преданности России.
После того как княгиням были объявлены условия их выкупа (передача Джамалуддина и миллион рублей серебром) и они написали необходимые письма родным, Шамиль приказал доставить их в свою резиденцию, которая после разрушения Ахульго была обустроена им в Ведено. Там узницы провели 8 месяцев, общаясь с тремя его женами и изредка с самим Шамилем. Николай I дал согласие на условия выкупа заложников. Доставить поручика Шамиля в село Хасавюрт было поручено полковнику Д. А. Чавчавадзе — обмен произошел 10 марта 1855 года близ Куринского укрепления в долине реки Мичик.
В марте 1856 года переведён в Тифлисский егерский полк. 24 сентября 1861 года князь Д. А. Чавчавадзе был произведён в генерал-майоры с назначением в Свиту Его Величества, с зачислением по армейской пехоте и с прикомандированием к Кавказской армии. 30 августа 1881 года произведён был в генерал-лейтенанты. Среди прочих наград имел ордена св. Владимира 3-й степени (1866 год) и св. Станислава 1-й степени (1866 г.).
Умер в Тифлисе 15 ноября 1884 года. (По данным М. Гогитидзе, Д. А. Чавчавадзе умер 8 февраля того же года).

## Награды
- Орден Святого Станислава 3 ст. (1840)[1]
- Орден Святой Анны 2 ст. с Императорско короной (1854)
- Орден Святого Владимира 3 ст. (1864)
- Орден Святого Станислава 1 ст. (1866)
- Орден Святой Анны 1 ст. (1870)

## Семья

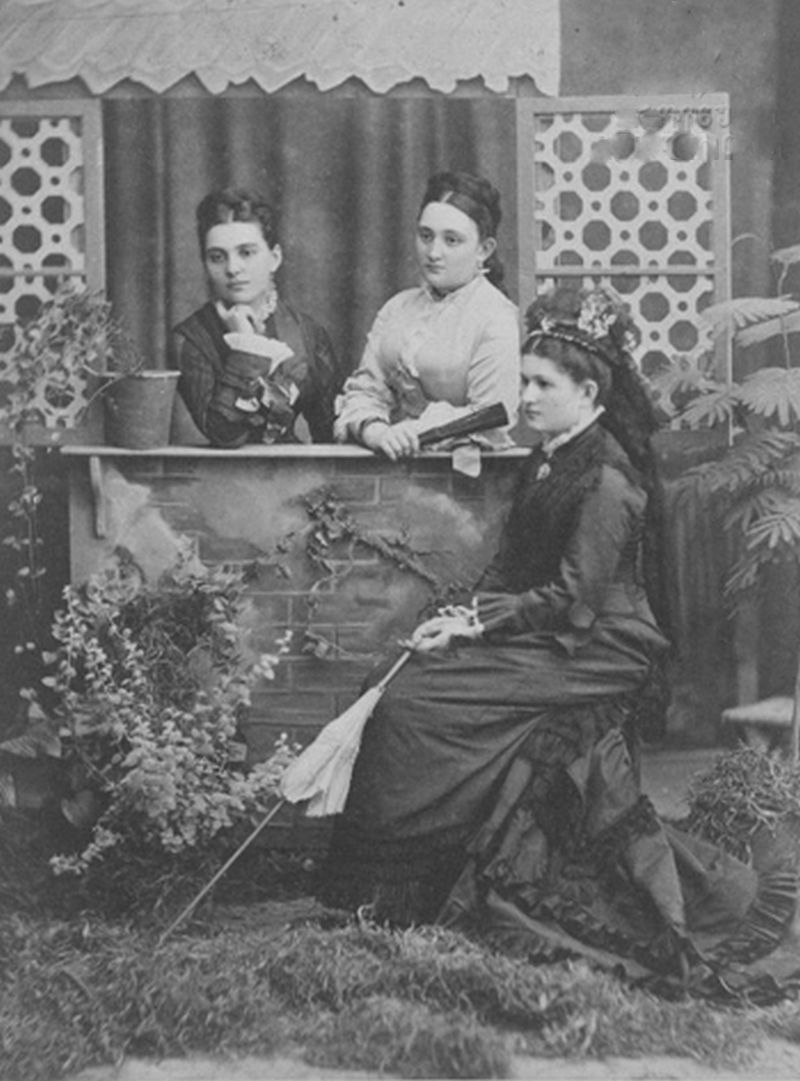
Дочери княжны Тамара, Елена и Анастасия

Был женат на светлейшей княжне Анне Ильиничне Грузинской (1828—1905), внучке царя Георгия XII, дочери князя Элизбара Багратиони (1790—1854) от брака с Анастасией Григорьевной Оболонской (1805—1885). В 1854 году княгиня Чавчавадзе имела несчастье вместе с семьей попасть в плен к Шамилю, где провела восемь месяцев (с июля 1854 по март 1855). В браке имела троих сыновей и семерых дочерей. Из них:
- Соломея (1848—1919), замужем за генерал-майором М. А. Остен-Сакеном.
- Мария (1849—1921), замужем за З. Г. Чавчавадзе.
- Елена (1850—1929), замужем за Н. А. Астафьевым.
- Тамара (1852—1933), фрейлина, замужем за князем И. А. Грузинским.
- Александр (1853—1900)
- Анастасия (1856—1927), в замужестве за Н. З. Чолокашвили.
- Илья (1860—1921)
- Арчил (1869—1913)